# Espet
L'espet (Sphyraena sphyraena) és un peix de l'ordre dels perciformes, de forma molt esvelta, amb els ulls enormes i de mandíbula inferior clarament prògnata.

## Morfologia
- Talla: màxima de 165 cm, comuna entre 30 i 60 cm.
- Cos allargat i, lleugerament, comprimit.
- escata cicloides.
- Línia lateral ben visible, gairebé rectilínia i amb 125/145 escates.
- Cap gran; opercle, totalment, escatós i amb una punta al seu marge posterior.
- Musell llarg i punxegut.
- Boca gran i horitzontal, amb la mandíbula inferior una mica prominent.
- Maxil·lar superior amb l'extrem anterior truncat i amb un lòbul carnós; l'extrem posterior, no arriba a la vertical del marge anterior de l'ull.
- Dents fortes, caniniformes i de mida desigual, sobre els maxil·lars i els palatins.
- Dues dorsals curtes i ben separades; la primera, amb espines fortes, s'inicia a la vertical o, lleugerament, per davant de l'origen de les ventrals, i la segona formada per radis tous i oposada a l'anal.
- Les aletes pectorals són curtes, d'inserció baixa i són menors que la longitud cefàlica.
- Les ventrals, petites i abdominals; la seua base es troba, més o menys, a la vertical de la primera dorsal.
- La caudal, bifurcada.
- Coloració general, verd marronós, gris verdós o groguenc; la meitat migdorsal, amb una vintena de bandes transversals més fosques.
- Mucosa bucal groguenca.
- Regió ventral blanquinosa.

## Reproducció
Té lloc a finals de primavera i a l'estiu. Els ous són planctònics.

## Alimentació
S'alimenta essencialment de peixos però també de cefalòpodes i crustacis.

## Hàbitat
Espècie pelàgica per sobre dels fons rocallosos i sorrencs de la zona costanera, fins als 100 m. Els joves, generalment, més a prop del fons.

## Distribució geogràfica
Es troba a tota la Mediterrània (incloent-hi la mar Negra), a l'Atlàntic Oriental (des del Golf de Biscaia fins a Sud-àfrica, incloent-hi Madeira) i l'Atlàntic Occidental (des de les Bermudes fins al Brasil).

## Costums
Pot formar bancs molt nombrosos quan migra. Els adults són més solitaris. Igual que altres pelàgics, s'agrupa a l'ombra d'objectes flotants. S'apropa a la costa, sobretot a costes rocalloses, durant l'estiu i prefereix les puntes amb corrent.

## Pesca
Carn, generalment, apreciada. La seua pesca és del tipus artesanal i esportiva i es du a terme amb arts d'encerclament, tremalls de fons, línies de mà i curricà. Ocasionalment, també, amb arts d'arrossegament.
La seua pesca no està regulada ni té talla mínima legal.